# Slalom
Slalom je alpska smučarska disciplina. Je najpočasnejši in spada med tehnične discipline. Višinska razlika med startom in ciljem pri moških znaša od 140 do 220 metrov, pri ženskah pa od 130 do 380 metrov. Vratic je pri moških od 55 do 75, pri ženskah od 40 do 60, široka so od 9 do 13 metrov. Vratca so drugačne oblike kot pri drugih discplinah in sicer so to količki s premerom 3 do 4 cm. Proga mora vsebovati dve navpični kombinaciji in najmanj štiri dvojne vertikale. Tekmo sestavljata dva teka na različnih postavitvah proge.
Smuči so pri moških dolge vsaj 165, pri ženskah 157 cm, čelada je obvezna.
Slovenci so na slalomih Svetovnega pokala dosegli 33 zmag. Mali kristalni globus so osvojili Bojan Križaj, Rok Petrovič in Špela Pretnar. Na svetovnih prvenstvih so medalje prejeli Mateja Svet (zlato in bron), Bojan Križaj (srebro), Nataša Bokal (srebro), Urška Hrovat (bron) in Mitja Kunc (bron). Na Olimpijskih igrah si je srebro privozila Mateja Svet, bron pa Jure Košir in Katja Koren.
Aktualna olimpijska prvaka sta Clément Noël in Petra Vlhová, svetovna pa Sebastian Foss-Solevaag in Katharina Liensberger.
Marcel Hirscher velja za najboljšega slalomista današnjega časa.do sezone 2018-2019.